# نووکاره
نووکاره (به لاتین: Novokare) یک منطقهٔ مسکونی در روسیه است که در شهرستان بابایورتوفسکی واقع شده‌است.